# 386851 Streep
386851 Streep è un asteroide della fascia principale. Scoperto nel 2010, presenta un'orbita caratterizzata da un semiasse maggiore pari a 2,7468288 au e da un'eccentricità di 0,1685525, inclinata di 7,76253° rispetto all'eclittica.